# Euphorbia amandi
Euphorbia amandi es una especie fanerógama perteneciente a la familia de las euforbiáceas. Es oroginaria de Chile y Argentina.

## Taxonomía
Euphorbia amandi fue descrita por Robertus Cornelis Hilarius Maria Oudejans y publicado en Phytologia 67: 44. 1989.
Etimología
Euphorbia: nombre genérico que deriva del médico griego del rey Juba II de Mauritania (52 a 50 a. C. - 23), Euphorbus, en su honor – o en alusión a su gran vientre –  ya que usaba médicamente Euphorbia resinifera. En 1753 Carlos Linneo asignó el nombre a todo el género.
amandi: epíteto otorgado en honor del botánico alemán afincado en Chile, Rodolfo Amando Philippi (1808 - 1904).
Sinonimia
- Euphorbia minuta Phil.[5]